# 北川河 (湟水)

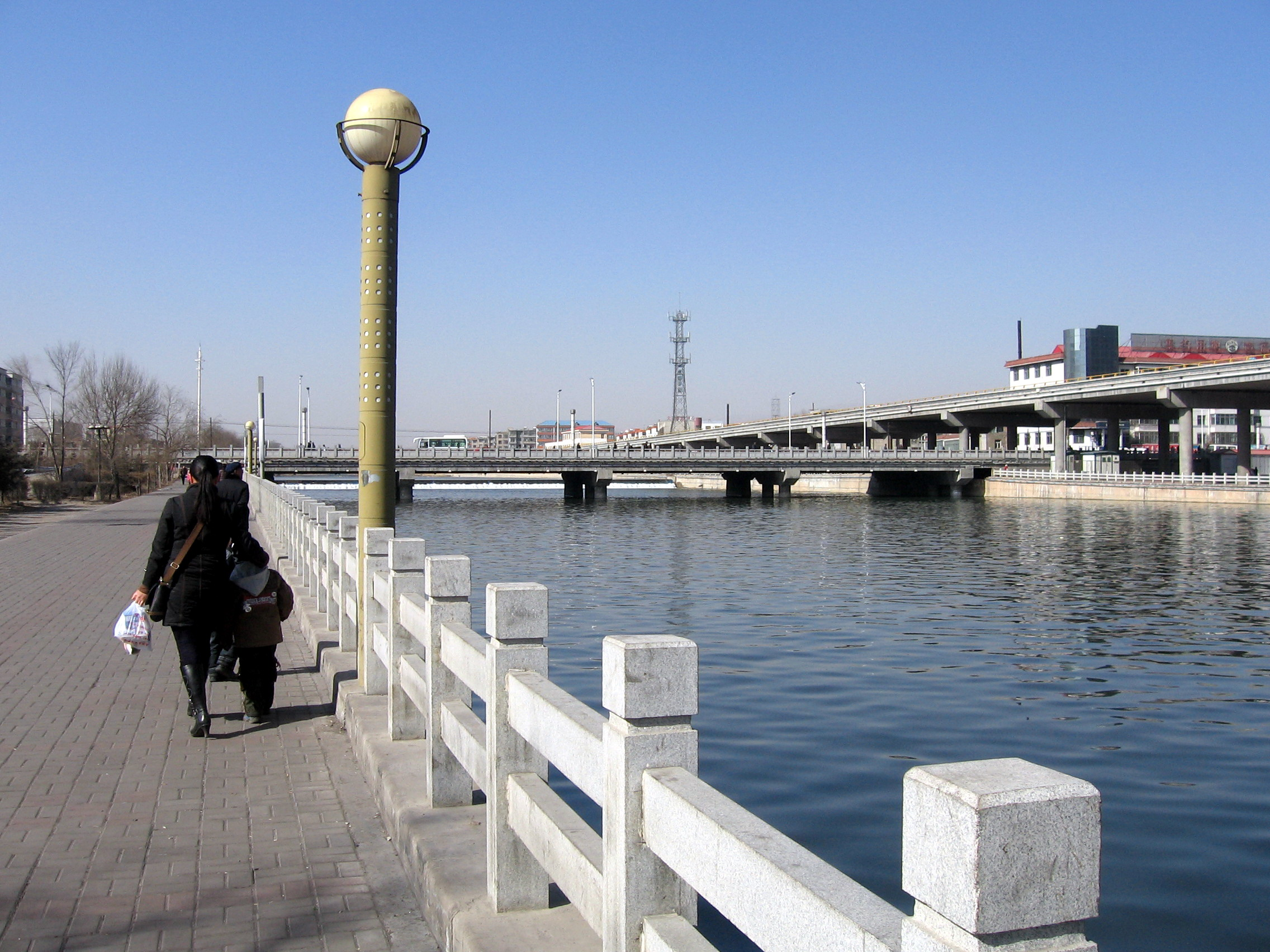
大通县城河段

北川河，位于中华人民共和国青海省东北部的一条河流，为湟水左岸支流，上游称宝库河，发源于大通回族土族自治县西北达坂山西段的开甫托山，自西北向东南贯穿大通县境，于廿里铺镇上孙家寨村流入西宁市城北区，向南流经西宁市区，过祁连路北川河桥后汇入湟水。河长154.2千米，流域面积3371平方千米，河道平均比降14.6‰。年均径流量6.57亿立方米。